# The Silent Witness (film fra 1917)
The Silent Witness er en amerikansk stumfilm fra 1917 af Harry Lambart.

## Medvirkende
- Gertrude McCoy som Helen Hastings
- Frank O'Connor som Richard Morgan
- Edwin Forsberg som John Pellman
- Junius Matthews som Bud Morgan
- Alphie James som Sarah Blakely